# 長部田海床路

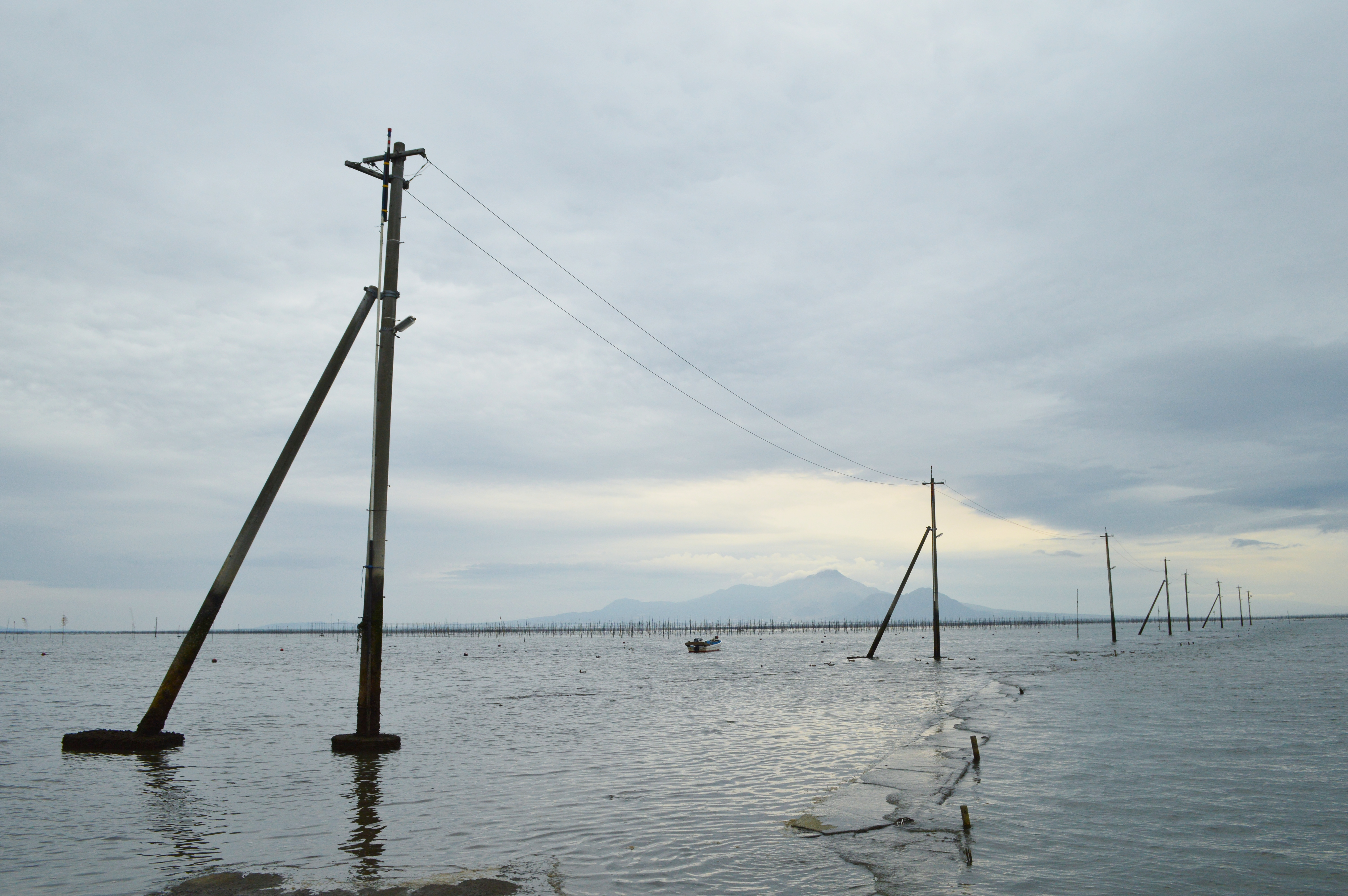
長部田海床路

長部田海床路（ながべたかいしょうろ）は、熊本県宇土市にある、有明海の中に建設された道路である。

## 概要
海苔養殖や貝を採る漁業従事者のため、1979年に建設されたコンクリート製の道路。長さは約1kmで、道沿いには24本の電柱が建てられている。干満差のきわめて大きな有明海にあるため、干潮時は沖に向かって道が出現し、満潮時は道が海の中へ沈んで電柱だけが突き出ているように見え、いわゆる「インスタ映え」する絶景スポットとして有名になった。
近接地には「住吉海岸公園」が整備されており、合わせて散策する観光客が多い。同公園には2022年に人気漫画『ONE PIECE』のジンベエ像が設置されたほか、2023年には宇土市の海藻加工販売会社・カネリョウ海藻が海藻セレクトショップ『OKAGESAMA MOBA』を開業させた。

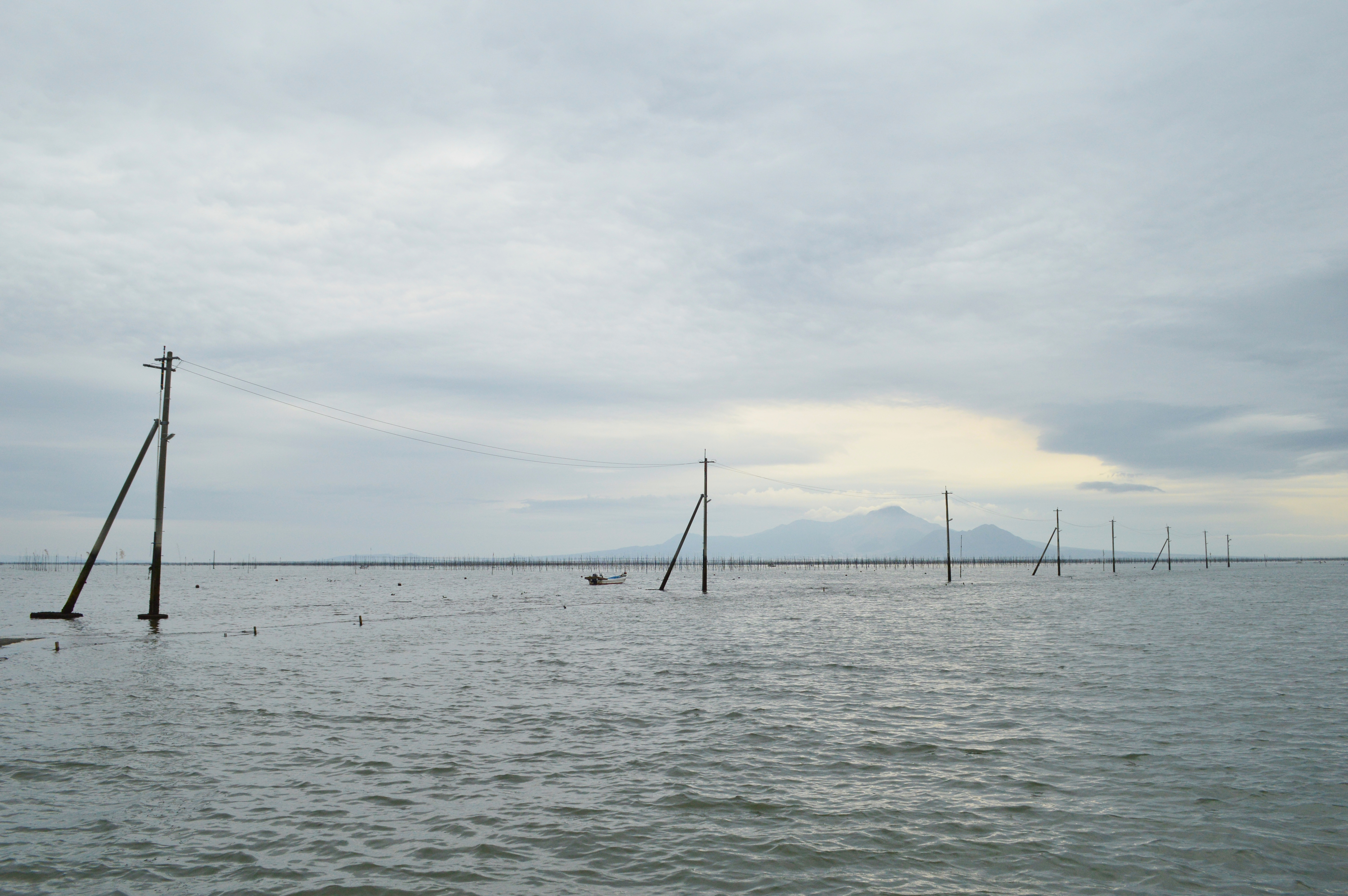
水没時
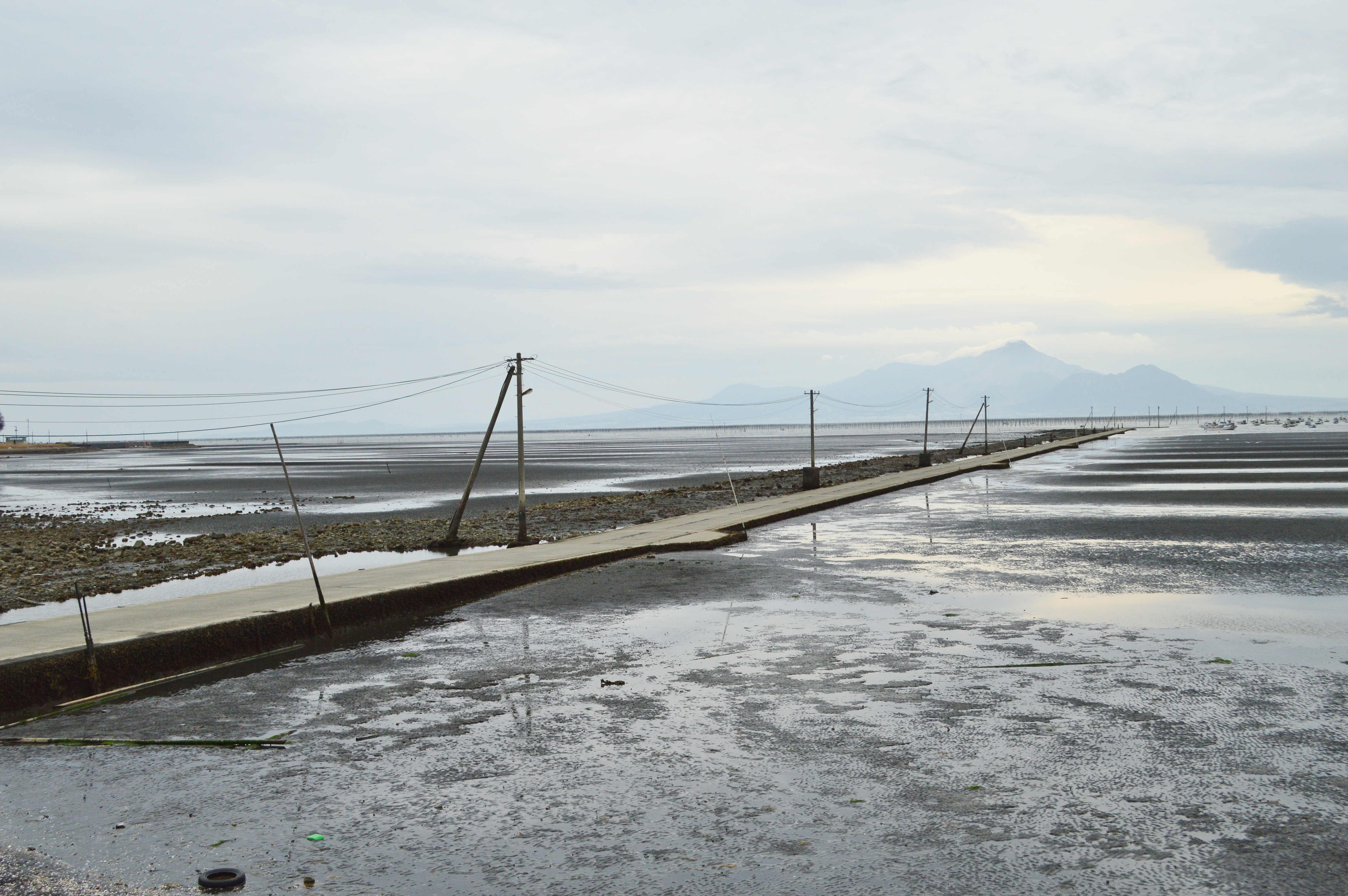
陸上時

## 交通アクセス
- JR九州三角線住吉駅より徒歩21分（1.7km）。
- 熊本桜町バスターミナル・熊本駅より九州産交バス「あまくさ号」に乗車し「長部田」下車、徒歩4分（320m）。
- マイカーの場合、九州自動車道松橋インターチェンジから約15km。国道57号沿い。
- 駐車場あり